# Вікіпедія мовою бамбара
Вікіпедія мовою бамбара (бамбара Wikipedi) — розділ Вікіпедії мовою бамбара. Створена у 2004 році. Вікіпедія мовою бамбара станом на 23 березня 2025 року містить 891 статтю, 11 891 зареєстрованого користувача, 21 активного дописувача, 1 адміністратора
. Загальна кількість сторінок у Вікіпедії мовою бамбара — 3326, редагувань — 41 660, мультимедійні файли відсутні
. Глибина (рівень розвитку мовного розділу) Вікіпедії мовою бамбара середня і становить 93.5 пунктів
. 

## Історія
- Червень 2008 — створена 200-та стаття[3].